# یک رومئوی تنومند
یک رومئوی تنومند (انگلیسی: A Robust Romeo) یک فیلم کوتاه کمدی به کارگردانی جرج نیکولز است که در سال ۱۹۱۴ منتشر شد.

## گزیدهٔ بازیگران
- فیلیس آلن
- راسکو آرباکل
- اِما کلیفتون
- آلیس دونپورت
- فورد استرلینگ
- مک سوین